# Rosy la Bourrasque
Pour plus de détails, voir Fiche technique et Distribution.
Rosy la Bourrasque (titre original : Temporale Rosy) est un film franco-germano-italien réalisé par Mario Monicelli, sorti sur les écrans français le 20 août 1980.

## Synopsis
Le « Comte », arbitre et speaker d'une tournée de catch féminin, raconte l'histoire de Rosy la Bourrasque (« Temporale Rosy ») et de ses amours.
Tout commence le jour où Raoul Lamarre, un boxeur d'avenir, gagne un match. Au cours de la fête qui suit sa victoire, un champion de karaté le défie de fendre en deux une planche. Piqué au vif, Raoul se rue sur une porte, la défonce, et du même coup se fracasse la main. La boxe, c'est fini pour lui !
Alors qu'il gagne sa vie en s'occupant d'un stand dans une fête foraine, Raoul est fasciné par une immense belle fille, imbattable dans les exercices de force. Cette fille, c'est Rosy… qui gagne un poisson rouge et s'éloigne, suivie des yeux par Raoul.
Quelques mois plus tard, dans le Nord de la France, la troupe de catch féminin, dont fait partie Rosy, donne son spectacle. Des invités d'honneur sont là, des « vieilles gloires » présentées par le « Comte ». Parmi ces anciens champions « toutes catégories » se trouve Raoul. Celui-ci est à nouveau séduit par Rosy. Mike, le manager de la troupe, secrètement amoureux d'elle, devine tout de suite l'attirance que les jeunes gens ont l'un pour l'autre et il en conçoit une vive jalousie.
Raoul et Rosy en viennent à se mettre en ménage mais leur vie commune s'avère difficile et chaotique. Raoul participe au spectacle de catch : dans le public. Il joue le perturbateur et monte même sur le ring, mais ce rôle lui déplaît. Il trouve alors un travail sur le port à l'insu de Rosy.
De disputes en bagarres, le couple se sépare. Rosy se fiance avec Mike et Raoul sort avec une manucure, Charlotte. Au cours d'une soirée de gala, Mike annonce son futur mariage. Raoul, pour forcer l'admiration de Rosy, annonce qu'il reprend la boxe. Une dispute éclate entre Mike et Raoul et se transforme en une bagarre générale.
Lors de son combat de retour sur le ring, Raoul est pratiquement mis en pièces par son adversaire, Bill. Rosy, qui a assisté au match, est désespérée de voir vaincu l'homme qu'elle aime toujours. Elle attend Bill dehors après le match et lui administre une vraie « raclée ». Comprenant que Rosy est toujours amoureuse de Raoul, Mike se sacrifie et décide rompre avec elle, tout en lui laissant croire qu'elle en a pris l'initiative. Ils se querellent ; elle s'en va mais toutes ces émotions sont trop fortes pour Mike, qui a un malaise cardiaque et s'évanouit.
Sur le quai de la gare, Rosy voit Raoul partir avec Charlotte. Elle se cache et s'enfuit. Le « Comte » apprendra à Raoul la rupture et la maladie de Mike. Raoul cherche Rosy mais il ne la retrouvera que bien plus tard, dans un port, serveuse dans un bar, rongée par son chagrin d'amour. Ils tombent alors dans les bras l'un de l'autre.

## Fiche technique
- Titre original : Temporale Rosy
- Réalisateur : Mario Monicelli
- Scénaristes : Carlo Brizzolara, Agenore Incrocci et Furio Scarpelli, d'après le roman de Carlo Brizzolara
- Producteur : Alberto Grimaldi
- Directeur de production : Gianni Cecchin
- Scripte : Rita Agostini
- Directeur de la Photographie : Tonino Delli Colli
- Cadreurs : Carlo Tafani et Robert Foucard
- Musique : Gianfranco Plenizio musique de fanfare interprétée par l'Orphéon Jazz Band Circus
- Photographe de plateau : Angelo Pennoni
- Ingénieur du son : Claudio Marelli
- Perchman : Decio Trani
- Chef monteur : Ruggero Mastroianni
- Assistants monteurs : Gasparino Marani et Ugo De Rossi
- Monteur son : Bernd Rudiger Zonhe
- Chef décorateur : Lorenzo Baraldi
- Décors : Massimo Tavazzi
- Costumes : Gianna Gissi
- Assistante costumière : Rosanna Andreoni
- Couturière : Berta Berti
- Supervision de la Production : Enzo Ocone
- Régisseur : Alberto De Stefanis
- Production et Régie : Federico Starace, Franco Coduti, Philippe Lièvre et Rosella Angeletti
- Secrétaires de production : Denise Cassotti et Mario Cecchin
- Administrateurs : Vincenzo Lucarini et Georges Carougt
- Conseiller technique pour le catch : Roger Delaporte
- Conseiller technique pour la boxe : Jean Capel
- Pays :  Italie /  France /  Allemagne de l'Ouest
- Date de sortie :20 août 1980
- Genre : Comédie
- Durée : 108 minutes
- Affiche : Jouineau Bourduge (France)

## Distribution
- Gérard Depardieu : Raoul Lamarre
- Faith Minton : Rosy Spelman (La Bourrasque)
- Roland Bock : Mike
- Gianrico Tedeschi : Le Comte
- Helga Anders : Charlotte
- Claudia Polley : La panthère de Harlem
- Kathleen Thompson : Trudy
- Dolorès Garcia Queiruga : Jeanne
- Claudia Rerecich : Milady
- Arnaldo Tagliatti : Zac
- Fausto Costantino : Bill
- Maria Cristina Roxi : Nana
- Barbara Swan : Sonia
- Michel Dylbaitys : Rijk
- Natalia Pasquarelli : Tea
- Charles Bollet : Arbitre
- Jean-Claude Levis : Kinta Kunte
- Jenny Cleve
- Anne-Marie Sedding